# Jason Lee (catch)
Pour les articles homonymes, voir Jason Lee (homonymie).
Jason Lee (né le 18 octobre 1992 à Hong Kong) est un catcheur chinois qui travaille à la Dragon Gate.

## Carrière

### Circuit Indépendant (2009-...)
Jason Lee est un fan de catch dès l'enfance. Il s'entraîne pour devenir catcheur à l'école de la Hong Kong Pro Wrestling Federation auprès de Ho Ho Lun. Il fait ses débuts dans cette fédération en 2009.

### Pro Wrestling Zero1 (2012-2015, 2018)
Le 1er mars 2015, il perd les titres contre Minoru Tanaka.

### World Wrestling Entertainment (2016)
En juin 2016, il est annoncé comme l'un des 32 participants du WWE Cruiserweight Classic (2016) dont il se fait éliminer dès le premier tour à la suite de sa défaite contre Rich Swann.

### Dragon Gate (2017–...)
Lors de Final Gate 2017, lui, Naruki Doi et Masato Yoshino battent Tribe Vanguard (Yamato, BxB Hulk et Kzy) et remportent les Open the Triangle Gate Championship. Le 11 février, ils conservent les titres contre ANTIAS (Shingo Takagi, Cyber Kong et Yasushi Kanda). Lors de Dead Or Alive 2018, ils perdent les titres contre Natural Vibes (Genki Horiguchi, Kzy et Susumu Yokosuka).
Le 3 octobre, lui, Naruki Doi, Masato Yoshino et Shingo Takagi perdent contre R.E.D (Ben-K, Big R Shimizu, PAC et Takashi Yoshida).
Lors de Memorial Gate 2020, lui et Kota Minoura battent R.E.D (BxB Hulk et Kazma Sakamoto) pour remporter les Open the Twin Gate Championship. Lors de Dangerous Gate 2020, ils conservent leur titres contre Toryumon (Dragon Kid et Susumu Yokosuka),.

#### Masquerade (2020–2022)
Le 15 décembre, lui, Shun Skywalker et Kota Minoura battent R.E.D (Eita, H.Y.O et Kaito Ishida) pour remporter les Open the Triangle Gate Championship.

#### Natural Vibes (2022–...)
Le 30 juillet,  lui et Jacky "Funky" Kamei battent Z-Brats (Diamante et Shun Skywalker) et remportent les Open the Twin Gate Championship.

## Palmarès
- Dragon Gate
  - 1 fois Open the Brave Gate Championship
  - 2 fois Open the Twin Gate Championship avec Kota Minoura (1) et Jacky "Funky" Kamei (1)
  - 3 fois Open the Triangle Gate Championship avec Masato Yoshino et Naruki Doi (1), Dragon Dia et La Estrella (1), et Kota Minoura et Shun Skywalker (1)

- Pro Wrestling Zero1
  - 2 fois International Junior Heavyweight Championship
  - 2 fois NWA World Junior Heavyweight Championship

- Zero1 Hong Kong
  - 2 fois AWGC Junior Heavyweight Championship

## Récompenses des magazines
- Pro Wrestling Illustrated
  - Classé 340e du classement PWI 500 en 2023[14]